# Tibro köping
Denna artikel handlar om den tidigare kommunen Tibro köping. För orten se Tibro, för dagens kommun, se Tibro kommun.
Tibro köping var en tidigare kommun i Skaraborgs län. 

## Administrativ historik
Tibro köping bildades 1947 genom en ombildning av Kyrkefalla landskommun där Tibro municipalsamhälle inrättats 20 oktober 1923. 1971 gick köpingen upp i Tibro kommun.
Köpingen hörde till Tibro församling som 1947 namnändrades från Kyrkefalla församling.

## Heraldiskt vapen
Blasonering: I rött fält en likbent vinkelhake med spetsen uppåt och därunder en stolpvis ställd timmeryxa, båda av guld.
Vapnet fastställdes 1950. Det registrerades för kommunen 1990. Yxan är hämtad från ett häradssigill och vinkelhaken symboliserar möbelindustrin i tätorten.

## Geografi
Tibro köping omfattade den 1 januari 1952 en areal av 110,69 km², varav 109,82 km² land.

### Tätorter i köpingen 1960
| Tätort  | Folkmängd |
| ------- | --------- |
| Tibro   | 5 090     |
| Hörnebo | 584       |

Tätortsgraden i köpingen var den 1 november 1960 75,0 procent.

## Politik

### Mandatfördelning i valen 1946-1966
| 2 | 12 | 4 | 4 | 8 |

| 29 |

| 15 | 3 | 3 | 9 |

| 29 |

| 13 | 6 | 3 | 8 |

| 28 |

| 12 |  | 5 | 6 | 6 |

| 28 |

| 15 | 5 | 6 | 4 |

| 28 |

|  | 12 | 6 | 6 |  | 4 |

| 26 |